# Puig de Basses
El Puig de Basses és una muntanya de 288 metres que es troba entre els municipis de Caldes de Malavella i de Vidreres, a la comarca de la Selva.